# فرس النهر القزم
فرس النهر القزم هو نوع من أفراس النهر، يتميز بجلد أملس بدون شعر ولون يميل إلى الأسود لكن الجزء العلوي من جسمه لا بد أن يكون أسوداً قاتماً بسطح لامع يميل للإخضرار، أما الجزء السفلي فيكون أخضر مصفر اللون. والجسم محمول على أرجل طويلة نسبياً، ورأسه مدور صغير وله عينان تقعان على جانبي الرأس. وكل ذلك عكس الفرس العادي ويتواجد هذا النوع (القزم) في غرب إفريقيا فقط خاصة في دولة ليبيريا ويعيش بشكل عام في الغابات الباردة والمستنقعات ويسافر في أزواج أو مجموعات صغيرة قليلة العدد ونادراً ما يعيش في.

## الوصف
- تزن ذكور فرس النهر القزم ما بين 160-270 كيلو جراماً والإناث ما بين 100-150 كيلو جراماً، وطول جسم فرس النهر القزم ما بين 75-150 سم، وارتفاعه عند الأكتاف ما بين 75-100 سم، وطول الذيل ما بين 15-28سم. ومدة الحمل ما بين 6-8 أشهر وتلد الأنثى مولوداً واحداً بالغالب ونادراً ما تلد اثنين ويولد الصغار على اليابسة أو عند أطراف الماء.
- أما مدة الحياة فتصل إلى 30-55 سنة وسن البلوغ ما بين 4-5 سنوات ويتغذى على النباتات والأعشاب والثمار المتساقطة من الأشجار .و يتميز بجلد أملس بدون شعر ولون يميل إلى الأسود لكن الجزء العلوي من جسمه لا بد أن يكون أسوداً قاتماً بسطح لامع يميل للإخضرار، أما الجزء السفلي فيكون أخضر مصفر اللون.وأجساد جسم فرس النهر القزم تفرز نفس المادة التي يفرزها فرس النهر العادي وهو الإفراز الذي يعطي اللون الوردي على أجسادها والتي تسمى أحيانا «العرق الدموي» في حين أن هذا ليس عرقا بالمعنى المعتاد وليس بدم وهو يلعب دور مطهر لجسد الفرس وتلعب أيضا دور واقي من الشمس لأن جسد الفرس يتعرض للجفاف والتشقق .
- الهيكل العظمي لفرس النهر القزم هو أكثر رفعة من عظام فرس النهر مع أرق نسبية . وأفراس النهر لديها العمود الفقري موازي على الأرض ، وأما فرس النهر القزم أقل توازي نحو الأمام ، والذي هو مسهل للتكيف التي من شأنها أن تسمح له بالمرور بسهولة أكبر من خلال الغطاء النباتي الكثيف للغابات.

## التوزيع

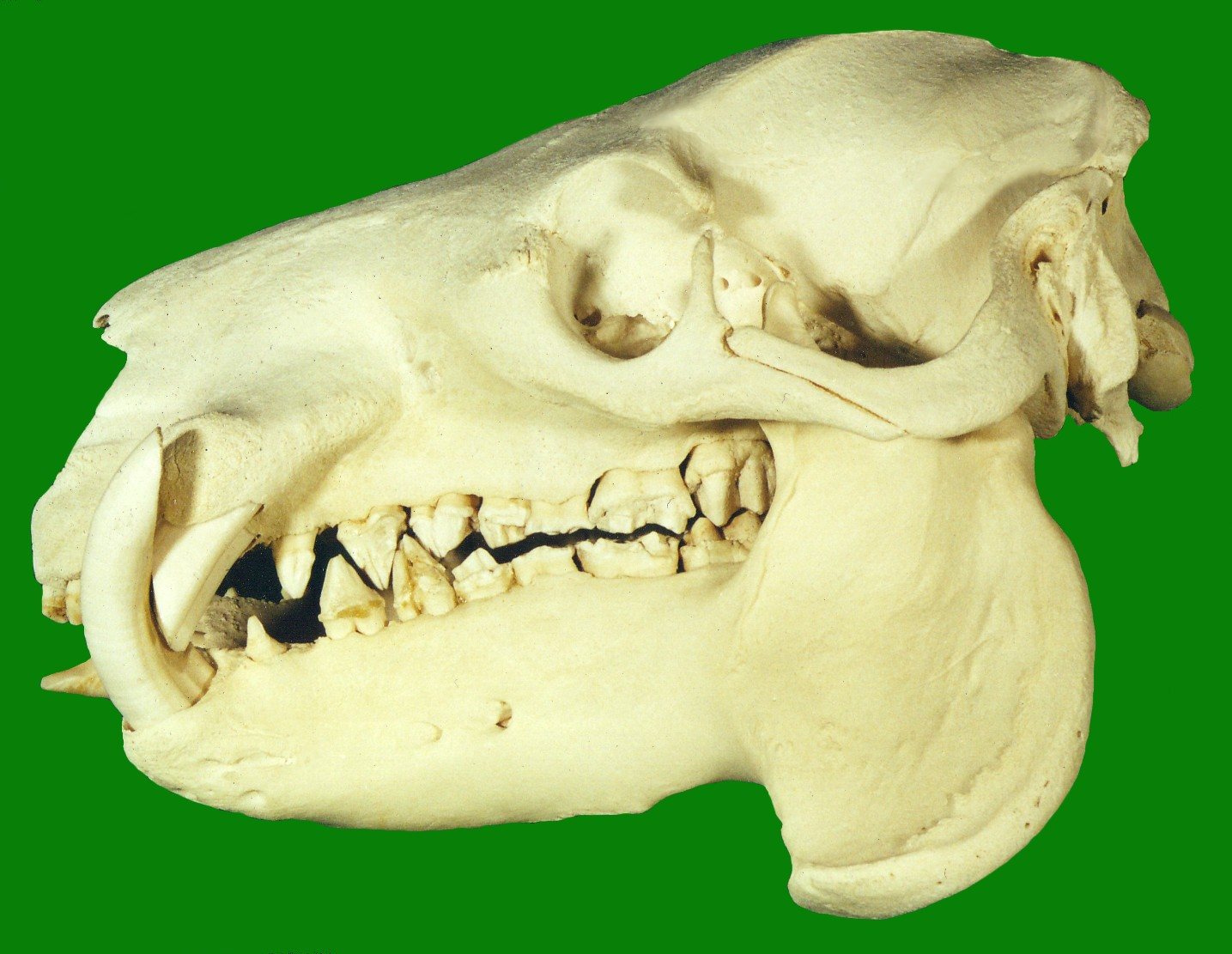
جمجمة فرس النهر القزم

- الغالبية العظمى من أفراس النهر القزمة يعيش في ليبيريا ، وغالبا ما تتجمع بالقرب من الحدود مع ليبيريا وكوت ديفوار وغينيا وسيراليون . على الرغم من أن عددا من أفراس النهر القزمة تعاني انخفاضا كبيرا في السنوات الأخيرة ، وهي الآن مجزأة السكان لأنها تعيش على وجه الحصر في أجزاء من الأنهار التي تمر عبر المناطق الحرجية.
- الاتحاد الدولي لحفظ الطبيعة والموارد الطبيعية في عام 1993 قدر عدد السكان من أفراس النهر الأقزام الذين لا يزالون يعيشون في البرية بين 2000 و3000 فرد ، معظمهم يعيشون في ليبريا. أصغر السكان هي التي تتواجد في سيراليون ، وقدر في عام 1993 إلى ما يقرب من 100 فرد ، نظرا لتدهور الأوضاع المعيشية في ليبريا .